# Emmanuel Macron
Emmanuel Jean-Michel Frédéric Macron (uitspraakⓘ; Amiens, 21 december 1977) is een Frans politicus en sinds 14 mei 2017 de president van Frankrijk.
Macron wordt door de meeste waarnemers als sociaal-liberaal beschouwd. Eerder was hij minister van Economische, Industriële en Digitale Zaken (2014-2016) in een regering geleid door premier Manuel Valls (PS). Op 7 mei 2017 won hij de Franse presidentsverkiezingen, tegen Marine Le Pen van het Front national, met een score van 66,1% van de stemmen in de tweede ronde. Bij zijn aantreden was hij 39 jaar oud en daarmee de jongste Franse president ooit. Op 24 april 2022 werd hij herkozen met 58,5% van de stemmen. De tegenstander was nogmaals Marine Le Pen. Uit hoofde van zijn functie is Macron ook co-vorst van Andorra.

## Jeugd en opleiding
Macrons ouders waren beiden arts in Amiens. Zijn grootmoeder van moederszijde was schoolhoofd in de Pyreneeën en van haar kreeg hij, naar eigen zeggen, een linkse overtuiging.
Hij volgde onderwijs aan een jezuïetencollege in Amiens en aan het befaamde Lycée Henri-IV in Parijs, waar hij elk jaar tot de beste leerlingen behoorde. Hij liet zich, op eigen initiatief, katholiek dopen en het vormsel toedienen, toen hij twaalf was. Hij is nu echter agnost.
Macron slaagde voor het ingangsexamen van het Institut des Sciences Politiques (bekend als Sciences Po). Tegelijk studeerde hij filosofie aan de Universiteit van Parijs-Nanterre. Hij verwierf er een master in wijsbegeerte met de thesis La Représentation de l'histoire chez Machiavel en vervolgens een Diplôme d'études approfondies (DEA) met een scriptie over L'Intérêt général: lecture et principes de la philosophie du droit de Hegel. Hij werd in 1999-2000 'editoriaal assistent' van de filosoof Paul Ricoeur en verzorgde het wetenschappelijk apparaat (voetnoten, bibliografie enz.) voor diens laatste grote boek La mémoire, l'histoire, l'oubli.
Hij slaagde tot tweemaal niet voor de schriftelijke toelatingsproef van de École normale supérieure (ENS) in Parijs.
Na in 2001 te zijn afgestudeerd aan Sciences Po studeerde hij van 2002 tot 2004 aan de École nationale d'administration (ENA), de voortgezette opleiding voor hoge ambtenaren. Macron maakte er deel uit van de zogeheten promotie (gezamenlijk afgestudeerde lichting studenten van een gegeven studierichting in het Franse hoger onderwijs, die soms wordt vernoemd naar een inspirerend publiek persoon, in dit geval naar) Leopold Sedar Senghor.

## Politiek

### Vroege carrière
Als afgestudeerde van de ENA kon Macron meteen aan de slag bij de Inspectie van Financiën, een van de meest invloedrijke onderdelen van het Franse staatsapparaat. Politiek koos hij voor links. Aanvankelijk was hij een aanhanger van de dissidente socialist Jean-Pierre Chevènement, voor wie hij stemde bij de presidentsverkiezingen van 2002.
In 2006 trad hij toe tot de Parti Socialiste (hij bleef lid tot in 2009) en leerde de toenmalige partijleider François Hollande kennen. Bij de parlementsverkiezingen van 2007 probeerde hij socialistisch kandidaat te worden voor een zetel in zijn geboortestreek Picardië, maar kreeg daarvoor geen steun van de lokale PS. Die tegenslag en de verkiezing van de rechtse kandidaat Nicolas Sarkozy tot president zetten hem er naar eigen zeggen toe aan om de openbare dienst te verlaten en het zakenleven in te gaan.
In 2007 werd Macron adjunct-verslaggever van de 'Commission Attali', een door president Nicolas Sarkozy opgerichte groep van deskundigen die voorstellen moest formuleren om de economische groei te bevorderen. Hoewel de voorstellen die hij steunde in liberale richting gingen, bleef Macron zich tot de linkerzijde rekenen. Een aanbod om op het kabinet van premier François Fillon te gaan werken, wees hij af.
In 2008 ging hij bij de Inspectie van Financiën in disponibiliteit (hij zou pas in 2016 formeel ontslag nemen als ambtenaar), om te gaan werken voor de Franse zakenbank Rothschild & Cie.  Na een paar jaar werd hij vennoot en vervolgens medezaakvoerder van de bank. Hij adviseerde bij belangrijke zakentransacties. In 2012 leidde Macron de overname van een filiaal van Pfizer door Nestlé voor een recordbedrag van 9 miljard euro. Door zijn werk bij Rothschild verdiende hij meer dan 2 miljoen euro bruto aan commissieloon.

### Bij François Hollande
Tijdens de campagne voor de linkse voorverkiezingen van 2011 steunde Macron de kandidatuur van François Hollande en werd hij een van zijn economische adviseurs.
Toen Hollande in mei 2012 tot president werd verkozen, benoemde hij Macron tot een van zijn topmedewerkers op het Élysée. Als adjunct-secretaris-generaal van het presidentschap van de Republiek was hij belast met economische en financiële kwesties. Een aantal belangrijke economische maatregelen uit het begin van Hollandes presidentschap werd onder invloed van Macron genomen. Het ging om een belastingkrediet voor de bedrijven, met de bedoeling extra banen te scheppen, en een "pact van verantwoordelijkheid en solidariteit" waardoor de arbeidslasten voor ondernemingen zouden verminderen, in ruil voor meer aanwervingen en meer sociaal overleg.
In juni 2014 verliet Macron het Élysée, wellicht omdat hij vond dat de economische hervormingen niet ver genoeg gingen en mogelijk ook omdat hij geen secretaris-generaal van het Elysée was geworden en evenmin lid was kunnen worden van de eerder dat jaar gevormde regering-Valls I.
Hij besliste zich op onderzoek en onderwijs te richten en plande hiervoor, samen met een paar vrienden, een startup op te richten. Hij vond ook werk als docent aan de universiteit van Berlijn en de London School of Economics, maar dit alles ging niet door omdat hij onverwacht in augustus 2014 toetrad tot de nieuwe regering-Valls II als minister van Economie, Industrie en Digitalisering. Hij volgde hiermee Arnaud Montebourg op, die een veel linkser profiel had dan Macron, en uit ongenoegen met de wijzigende koers van Hollande, samen met Benoît Hamon en Aurélie Filippetti de regering had verlaten.

### Minister van Economische Zaken (2014-2016)

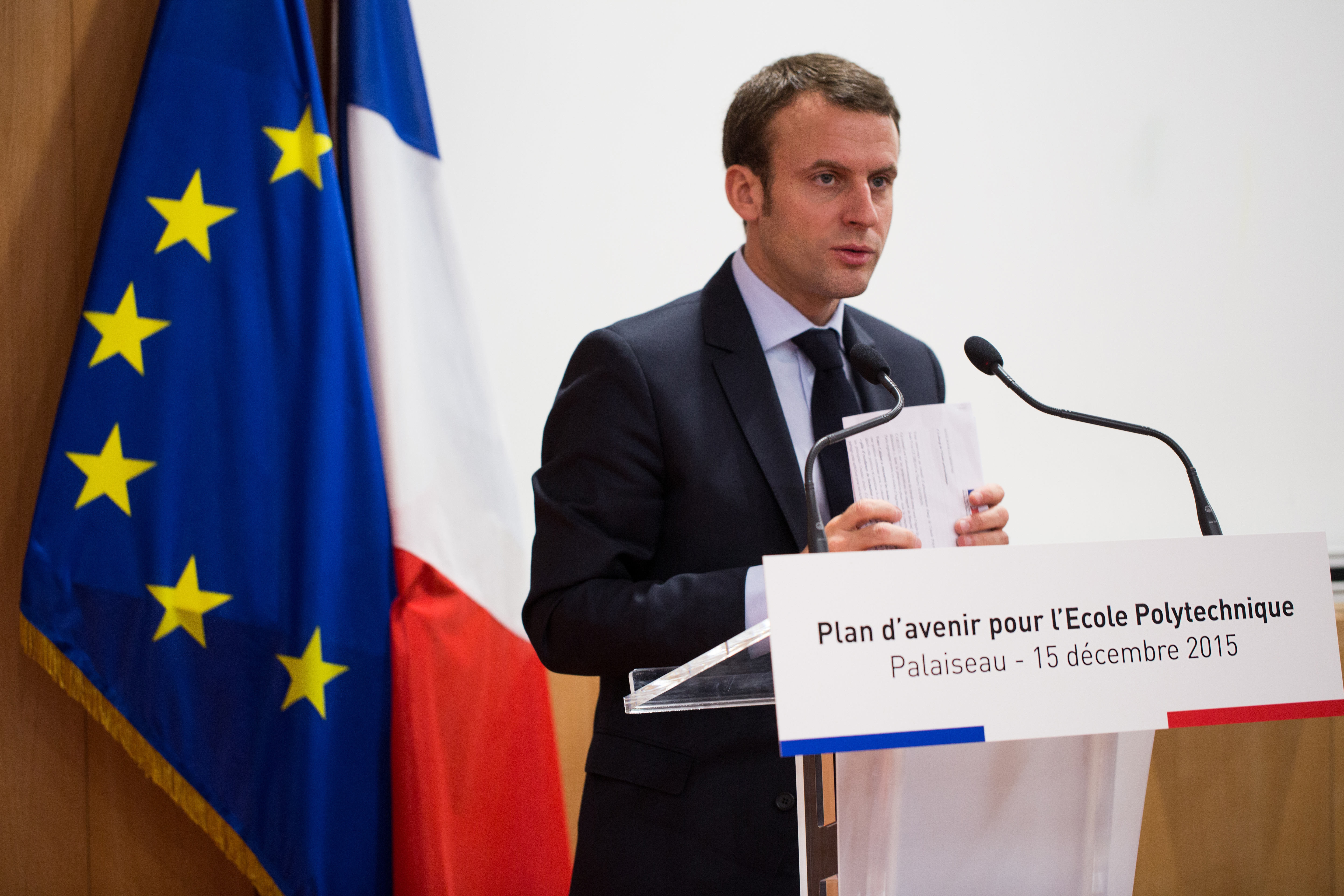
Macron als minister van Economische Zaken (december 2015)

Eind 2014 stelde Macron een wetsontwerp voor om de Franse economie "te ontgrendelen". Deze "wet-Macron" voorzag een grotere deregulering van het bedrijfsleven, de arbeid en het transport. De maatregelen waren in socialistische rangen omstreden, vooral dan ter linkerzijde. De regering vreesde in de Nationale Vergadering geen meerderheid voor het ontwerp te vinden en paste daarom de speciale procedure (artikel 49.3) toe waardoor het wetsontwerp zonder stemming werd aangenomen. 
Begin 2016 stelde Macron een nieuw wetsontwerp voor, met wijzigingen aan de arbeidswetgeving, waardoor bedrijven meer vrijheid en bescherming zouden krijgen, met de bedoeling de tewerkstelling gunstig te beïnvloeden. Premier Manuel Valls wilde niet dat Macron dit ontwerp indiende, met het argument dat veel bepalingen, vooral over arbeidsrelaties, niet tot zijn bevoegdheid behoorden.  Die bepalingen werden geregeld door een wetsontwerp van minister van Arbeid Myriam El Khomri, maar daarin werden veel voorstellen van Macron gehandhaafd, onder meer de grotere vrijheid om werknemers te ontslaan. De wet kwam er, ondanks hevig protest en manifestaties vanwege de vakbonden.

### Onafhankelijk politicus
Op 6 april 2016 richtte Macron de politieke beweging En Marche op, die volgens hem boven de partijen zou staan en de tegenstelling links-rechts zou overbruggen. Bij die gelegenheid liet hij voor het eerst uitschijnen dat hij ambieerde om presidentskandidaat te zijn, al zei hij toen nog niet dat hij zou opkomen bij de presidentsverkiezingen van 2017.
Dit leidde tot een verslechtering van zijn relaties met president Hollande en premier Valls – beiden waren toen eveneens potentiële presidentskandidaten. Macron had kort daarvoor nog gezegd een herverkiezing van Hollande te zullen steunen.
De jonge minister, die nooit aan verkiezingen had deelgenomen, kreeg meteen een enorme mediabelangstelling, ook in de populaire pers. Belangrijke kranten en tijdschriften gaven hem hun steun. Bladen met grote oplagen zoals Paris-Match en Gala plaatsten regelmatig zijn foto, al dan niet samen met zijn echtgenote, op de cover van hun publicatie. Dit werd aangevuld met uitgebreide reportages binnenin de revue. Ook werd meteen een fondsencampagne gestart.
Macron toonde sindsdien steeds opnieuw zijn politieke onafhankelijkheid, tot ongenoegen van de regerende socialisten. Hij had er al meermalen aan gedacht op te stappen als minister, onder meer eind 2015, toen Hollande voorstelde om de mogelijkheid in te voeren de Franse nationaliteit te ontnemen aan wegens terrorisme veroordeelde personen. Macron was daar tegenstander van en verzette zich ook tegen het verlengen van de noodtoestand in Frankrijk na de aanslagen in Parijs van november 2015.
Op 30 augustus 2016 verliet hij de regering om zich helemaal aan zijn beweging te wijden. Kort daarvoor had hij voor het eerst verklaard geen socialist te zijn. De publieke belangstelling voor Macron nam na zijn ontslag niet af. Zijn in november gepubliceerde boek Révolution, waarin hij zijn gedachten uiteenzette, werd een bestseller in Frankrijk, met 200.000 verkochte exemplaren. In mei 2017 kwam een pocketuitgave op de markt, gedrukt op 100.000 exemplaren. De vertalingsrechten werden verkocht voor de Verenigde Staten, China, Duitsland, Groot-Brittannië, Italië, Japan, Spanje, Australië, Denemarken, Nederland, Roemenië en Bulgarije.

### Presidentsverkiezingen 2017

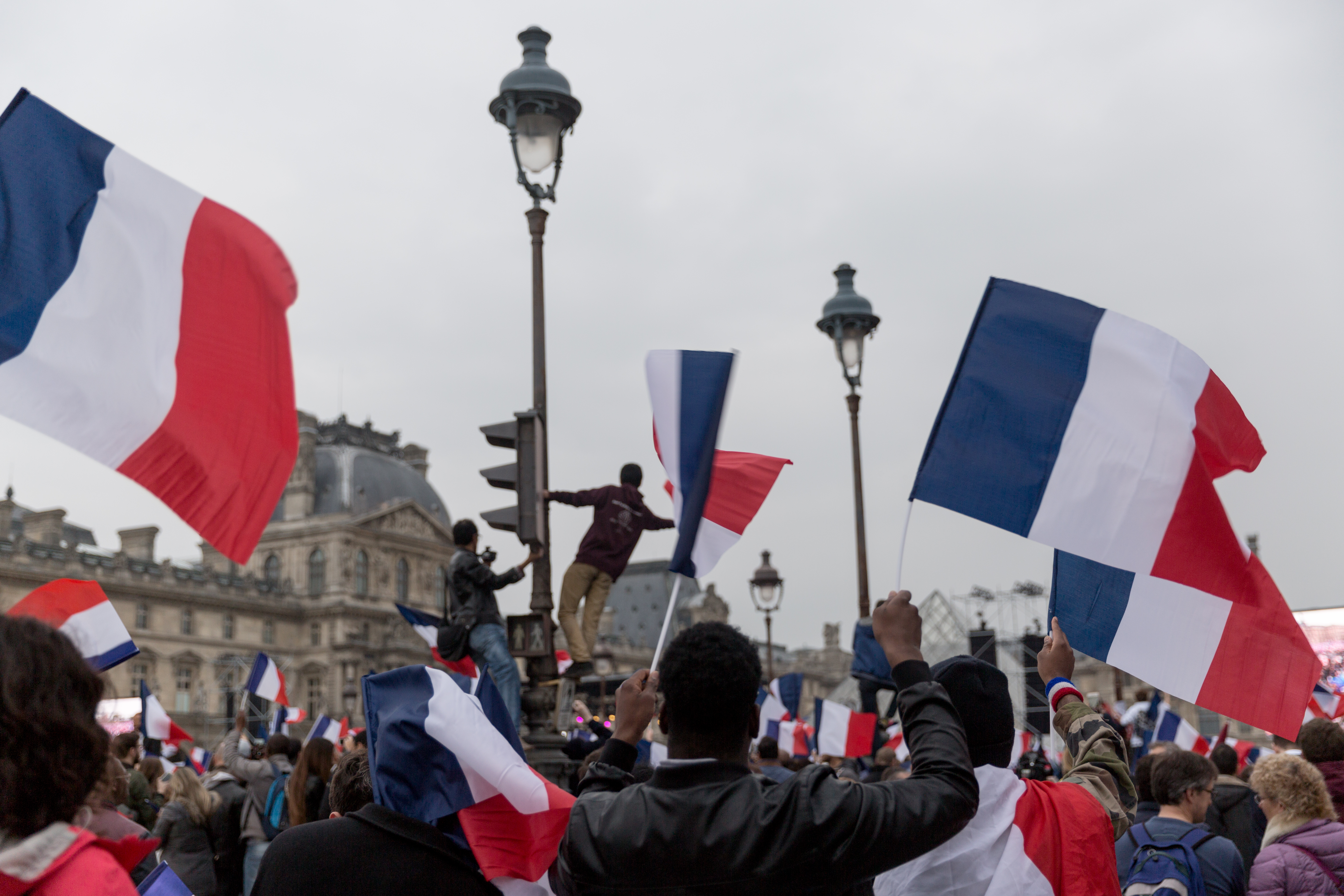
Aanhangers van Macron vieren zijn verkiezing tot president (7 mei 2017)

Op 16 november 2016, nadat hij er kennis van had genomen dat François Hollande zich geen kandidaat zou stellen, kondigde hij zijn kandidatuur voor de presidentsverkiezingen aan. Hij weigerde deel te nemen aan de linkse voorverkiezingen die binnen de Parti Socialiste in januari werden gehouden, maar zou als kandidaat van "noch links noch rechts", of zoals hij het liever hoorde "van links en van rechts" opkomen.
Ondanks de grote belangstelling voor zijn kandidatuur twijfelden velen eraan of Macron echt kans maakte, wegens het gebrek aan een voldoende uitgebouwd partijapparaat om hem te steunen. Dat veranderde begin 2017 om een paar belangrijke redenen.
Vooreerst werden de voorverkiezingen van de Parti Socialiste gewonnen door Benoît Hamon, die door veel gematigde socialisten als te links werd beschouwd. Enkele prominente socialisten, zoals Gérard Collomb, de invloedrijke burgemeester van Lyon en enkele socialistische parlementsleden (Richard Ferrand, Christophe Castaner, enz.) lieten meteen daarop weten Macron te zullen steunen.
De schandaalsfeer waarin de rechtse presidentskandidaat François Fillon sinds januari 2017 terechtkwam en diens weigering om zijn kandidatuur in te trekken, veroorzaakte een malaise in het centrumrechtse kamp en versterkte de positie van Macron in de peilingen. Weldra sloot hij ook een alliantie met de centrumleider François Bayrou en zijn partij MoDem.
Hij kreeg de steun van markante figuren als Jacques Attali, Alain Minc, Bernard Kouchner, Daniel Cohn-Bendit, Bertrand Delanoë, Alain Delon, Corinne Erhel, Pierre Bergé, Erik Orsenna, Henry Hermand en vanuit de Verenigde Staten Michael Bloomberg. Velen beschouwden hem als diegene die gematigde kiezers kon verenigen tegen de extreemrechtse kandidate Marine Le Pen. De eerste stemronde resulteerde in een relatieve overwinning, die hem toeliet tot de tweede beslissende stemronde, samen met de kandidaat van het Front National, Marine Le Pen.
Hij kreeg talrijke steunbetuigingen, hetzij beperkt tot steun voor de tweede stemronde, hetzij voor de langere periode, van o.m. 	
- ter linkerzijde:
  - voor de tweede stemronde: Bernard Cazeneuve, Jean-Marc Ayrault, Jean-Christophe Cambadelis, Najat Vallaud-Belkacem, Harlem Désir, Benoît Hamon, Pierre Laurent (PCF), Robert Hue (PCF), Christiane Taubira, Anne Hidalgo,
  - voor de langere termijn: Manuel Valls, Ségolène Royal, François Hollande, Christophe Caresche, Jean-Yves Le Drian, Armand Leroy, Thierry Braillard, Myriam El Khomri.
- bij de groenen: François de Rugy, Jean-Paul Besset, Corinne Lepage, Barbara Pompili.
- ter rechterzijde en in het centrum: 
  - voor de tweede stemronde:Alain Juppé, François Fillon, Nicolas Sarkozy, Christian Estrosi, François Baroin, Xavier Bertrand, Hervé Morin, Jean-Louis Borloo, Valérie Pécresse, Jean-Louis Debré,
  - voor de langere termijn: Jean-Pierre Raffarin, Jean-Baptiste Lemoyne, Jean-Marie Cavada, Alain Madelin, Jean Arthuis, Dominique Preben, Dominique de Villepin, Renaud Dutreil, Philippe Douste-Blazy, Frédéric Mitterrand, Sylvie Goulard, Édouard Philippe.
- bekende leden uit de samenleving: Dany Boon, Pierre Bergé, Jean d'Ormesson, economisten Philippe Aghion, Élie Cohen en Jean-Hervé Lorenzi, mathematicus Cédric Villani, Yannick Bolloré, Bernard Arnault, Alexandre Bompard, Pierre Gattaz, Tom Enders, Laurent Bigorgne, Saïd Hammouche, Emmanuel Simonciné, Line Renaud, zanger Renaud, Geneviève de Fontenay, Pierre Arditi, Philippe Besson, Patrick Bruel, Stéphane Bern, Guy Bedos, Françoise Hardy, Bernard-Henri Lévy, Laurence Parisot, Zinédine Zidane, Catherine Laborde, Alexandre Jardin.
- internationaal spraken zich onder meer uit voor Macron: Angela Merkel, Yanis Varoufakis, Barack Obama, Italiaans premier Paolo Gentiloni en zijn voorganger Matteo Renzi, Wolfgang Schäuble, Guy Verhofstadt.
- De pers publiceerde ook collectieve steunbetuigingen, zoals een brief ondertekend door 1.700 advocaten, een bericht van vijftig hoge ambtenaren die in ministeriële kabinetten hadden gewerkt, een steun vanwege veertig economisten, enz.

Rond Emmanuel Macron schaarden zich een aantal personen die mee de politieke beweging En Marche gestalte gaven en het programma en de verkiezingscampagne uitwerkten. Bij verkiezing van Macron tot president zouden zij geroepen zijn een meer prominente rol te vervullen. Het waren: Jean Pisani-Ferry, Laurence Haïm, Benjamin Griveaux, Richard Ferrand, Gérard Collomb, Bernard Mourad, Ismaël Emelien, Marc Ferracci, Sophie Ferracci, Catherine Barbaroux, Jean-Paul Delevoye, Alexis Kohler, Stéphane Séjourné, Ludovic Chaker, Sibeth Nicaise, Jean-Marie Girier, Sylvain Fort, Quentin Lafay, Aurélien Lechevallier, Clément Beaune, Julien Denormandie, Mounir Mahjoubi, Christophe Castaner, Patrice Strzoda, Sibeth Ndiaye. Daarnaast steunden hem ook nog anderen, die eerder vanuit de schaduw opereerden, zoals Philippe Grangeon, Hubert Védrine en Pascal Terrasse.
Nadat hij in de eerste stemronde met 24% van de stemmen tot de tweede ronde werd toegelaten, samen met Marine Le Pen, werd Macron op 7 mei 2017 tot president verkozen. De uitslag was 66,10 procent (20,7 miljoen stemmen) tegen de 33,90 procent voor tegenkandidaat Le Pen.

### MacronLeaks
Meer dan negen gigabyte gegevens aan e-mails van de campagne van Macron werd op de avond van 5 mei 2017 online geplaatst door EMLEAKS op Pastebin. "De beweging En Marche! is deze avond het slachtoffer geworden van een massale en gecoördineerde hack die aanleiding heeft gegeven tot de verspreiding van interne informatie op sociale media. Het gaat om twijfel zaaien en om desinformeren, waarbij gehackte documenten worden vermengd met nepnieuws", verklaarde Macrons politieke beweging.
Het controleorganisme over de kiescampagne vermaande dat wie nepnieuws verspreidde, des te meer na de sluiting van de verkiezingscampagne, strenge straffen kon oplopen. Er werd over die zogenaamde 'leaks' na de verkiezingen weinig of niets meer gehoord.

## Presidentschap

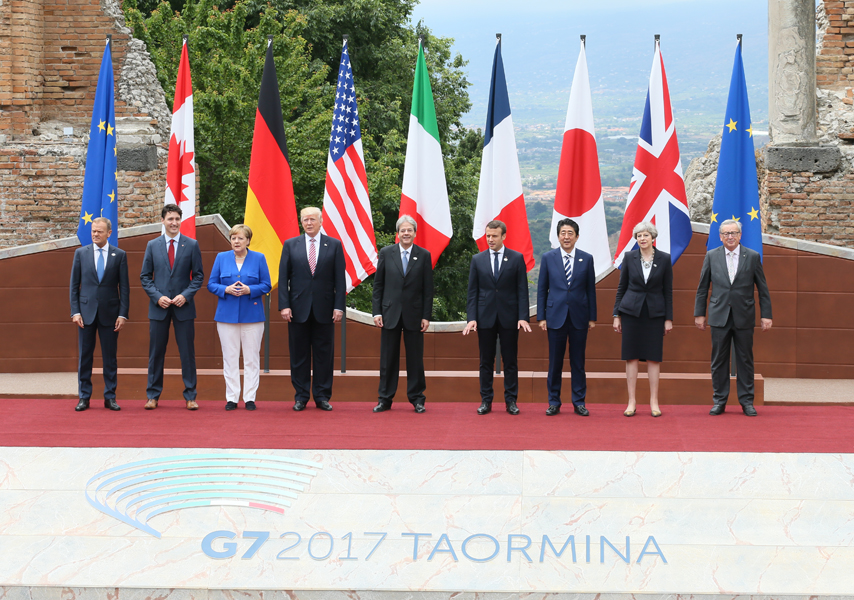
Macron kort na zijn aantreden als president tussen andere leiders van de G7 (26 mei 2017)

Macrons verkiezing tot president werd in Parijs uitbundig gevierd, in de eerste plaats tijdens een grote bijeenkomst aan de voet van de piramide van het Louvre. Hij verliet het Louvre om zich, alleen, te begeven naar het podium waarvoor zijn aanhangers gegroepeerd stonden, onder het spelen van Beethovens ode Aan de Vreugde. Macron hield twee toespraken: vanuit zijn hoofdkwartier een plechtig adres gericht tot Frankrijk en de wereld, en vanop het podium een meer informele speech gericht tot zijn kiezers en de overige Fransen.
Zijn eerste officiële activiteit was de deelname aan de herdenking van het einde van de Tweede Wereldoorlog, bij de Triomfboog in Parijs op 8 mei 2017, samen met president François Hollande en voormalig president Nicolas Sarkozy. Op 9 mei 2017, de Dag van Europa, verspreidde hij via zijn website een video waarin hij zijn geloof in de toekomst van Europa uitdrukte. Op 10 mei 2017 nam hij, opnieuw naast Hollande, deel aan de herdenking van de afschaffing van de slavernij.
Op zondag 14 mei 2017 werd hij officieel aangesteld. Hij werd onthaald door president François Hollande op het Élysée, en na een laatste onderhoud begeleidde hij de vertrekkende president naar de uitgang. Hij werd vervolgens, in de feestzaal van het Élysée, in het bijzijn van een 300-tal genodigden, door de voorzitter van de Grondwettelijke Raad, Laurent Fabius, officieel als president bevestigd, waarna hij zijn investituurtoespraak hield. Daarop vertrok hij voor een tocht over de Champs Élysées naar de Triomfboog en het eerbetoon aan de Onbekende Soldaat. In de namiddag bezocht hij gewonde soldaten in een militair hospitaal en vervolgens werd hij ontvangen op het stadhuis van Parijs door burgemeester Anne Hidalgo. In het bijzijn van een 800-tal genodigden werd hij door haar toegesproken en hield hij een tweede officiële toespraak. 's Avonds ontving hij het team van zijn kiescampagne voor een informele receptie op het Elysée.
De volgende dag benoemde hij Édouard Philippe tot premier en vertrok hij naar Berlijn voor een eerste ontmoeting met kanselier Angela Merkel. Bij zijn terugkeer benoemde hij de regering, bestaande uit 22 leden, samengesteld volgens gendergelijkheid. Onmiddellijk daarop vloog hij naar Mali, om er Franse soldaten in actie te ontmoeten.
Tijdens de eerste dagen van zijn presidentschap ontving hij, naast zijn voornaamste ministers, alle belangrijke leiders van syndicale en patronale verenigingen, in het vooruitzicht van het wetsontwerp over de wijziging van de arbeidswetgeving.

### Eerste honderd dagen
Na de eerste honderd dagen was de tevredenheidsgraad van de Fransen, zoals weergegeven in peilingen, aanzienlijk gezakt.
Aanvankelijk stond die op 64 %, daalde in juni tot 54 % en in augustus tot 36 à 40 %.
Hiervoor werden als redenen vermeld:
- de aankondiging van besparingen op de begroting 2017, teneinde de Europese norm van 3 % te halen;
- binnen deze besparingen, vooral de aanzienlijke besparing op de legerbegroting, die tot een openlijk meningsverschil leidde met de legerleiding en het ontslag van de stafchef, luitenant-generaal de Villiers;
- de terughoudendheid van de president om zijn acties te duiden, waarbij hij ervan uitging dat het niet zijn taak was om de dagelijkse gang van zaken te commentariëren.

Daar kwam nog bij dat premier Édouard Philippe ook eerder onwennig was op het publieke forum, dat weinig ministers publieke tussenkomsten deden en dat de grote meerderheidsgroep in het parlement ervaren werd als weinig ervaren en teruggetrokken.
De regering zelf verklaarde zich, bij de aanvang van het zomerreces, tevreden over de op korte tijd uitgevoerde acties, onder meer:
- de goedkeuring door het parlement van het wetsontwerp op de moralisatie van het politieke leven,
- de goedkeuring door het parlement, bij ordonnantie, van het principieel wetsontwerp op de wijziging van de Arbeidswetgeving.

### Verdere eerste ambtstermijn (2017-2022)
In zijn campagne had Macron meer openheid en transparantie beloofd, ook inzake gevoelige dossiers uit het verleden. Inderdaad liet hij historici onderzoek doen naar de Franse betrokkenheid bij de Rwandese genocide van 1994, en hij reisde naar dat land om zijn spijt te betuigen. Ook de Franse rol in de Algerijnse Oorlog liet hij onderzoeken, en hij erkende de Franse schuld aan de marteling van en moord op een Algerijns advocaat en vrijheidsstrijder in 1957. Verder beloofde hij opening van de archieven over de Franse kernproeven op Frans-Polynesië tussen 1966 en 1999. In oktober 2020 stelde Macron een ontwerp van Wet ter versterking van de republikeinse principes voor, als antwoord op het moslimfundamentalisme en andere extremistische bewegingen.
Tijdens zijn eerste ambtsperiode als president kreeg Macron veel kritiek op zijn beleid, onder meer vanwege de verhoging van de brandstofaccijns en de stijgende kosten van het levensonderhoud. De protestbeweging van de gele hesjes organiseerde vanaf november 2018 grootschalige demonstraties, waarbij blokkades werden opgeworpen, vernielingen werden aangericht en honderden arrestaties werden verricht. Bij de protesten vielen in totaal duizenden gewonden en elf doden. In 10 december 2018 beloofde Macron een aantal maatregelen in te voeren die de koopkracht zouden moeten verhogen. In het voorjaar van 2019 nam hij het initiatief voor een Groot Nationaal Debat, waarbij Fransen werden uitgenodigd om mee te praten over onderwerpen als klimaat en koopkracht.
In 2020 werd Frankrijk getroffen door de coronapandemie. Op 16 maart van dat jaar kondigde Macron voor geheel Frankrijk een lockdown aan, waarbij het de inwoners van het land verboden werd om de straat op te gaan. Macron verklaarde dat het land 'in oorlog' was met een 'onzichtbare vijand'. Hoewel zijn populariteit steeg door zijn aanpak van corona, kreeg Macron ook kritiek op zijn coronabeleid. Zo werd hij in juni 2021 in zijn gezicht geslagen door een demonstrant, en werd hij in september 2021 bekogeld met een ei. In januari 2022 verklaarde de president in een interview met de krant Le Parisien dat hij landgenoten die zich niet wilden laten vaccineren tegen SARS-CoV-2 het leven zuur wilde maken. Hierop kwam kritiek van zijn politieke tegenstanders, onder wie Marine Le Pen, die zei dat president Macron tweederangsburgers aan het creëren was, en Jean-Luc Mélenchon, die de uitspraken van president Macron walgelijk noemde.
De Russische invasie van Oekraïne, die sinds februari 2022 gaande is, werd door president Macron scherp veroordeeld. In juni 2022 bracht hij, samen met de Duitse bondskanselier Olaf Scholz en de toenmalige Italiaanse premier Mario Draghi, een bezoek aan de Oekraïense hoofdstad Kiev, waar hij een ontmoeting had met president Volodymyr Zelensky.

### Presidentsverkiezingen 2022
In 2022 stelde Macron zich opnieuw kandidaat voor het presidentschap. Hij won de eerste ronde met 27,85% en nam het in de tweede ronde op tegen Marine Le Pen, die in de eerste ronde 23,15% van de stemmen haalde. Zoals de exitpolls al voorspelden, won Macron op 24 april 2022 de tweede ronde van de verkiezingen met ruim 58% en kon daarmee op 14 mei beginnen aan een tweede ambtstermijn van vijf jaar. Élisabeth Borne werd door Macron benoemd als premier en volgde daarmee Jean Castex op, die het premierschap sinds juli 2020 had bekleed.

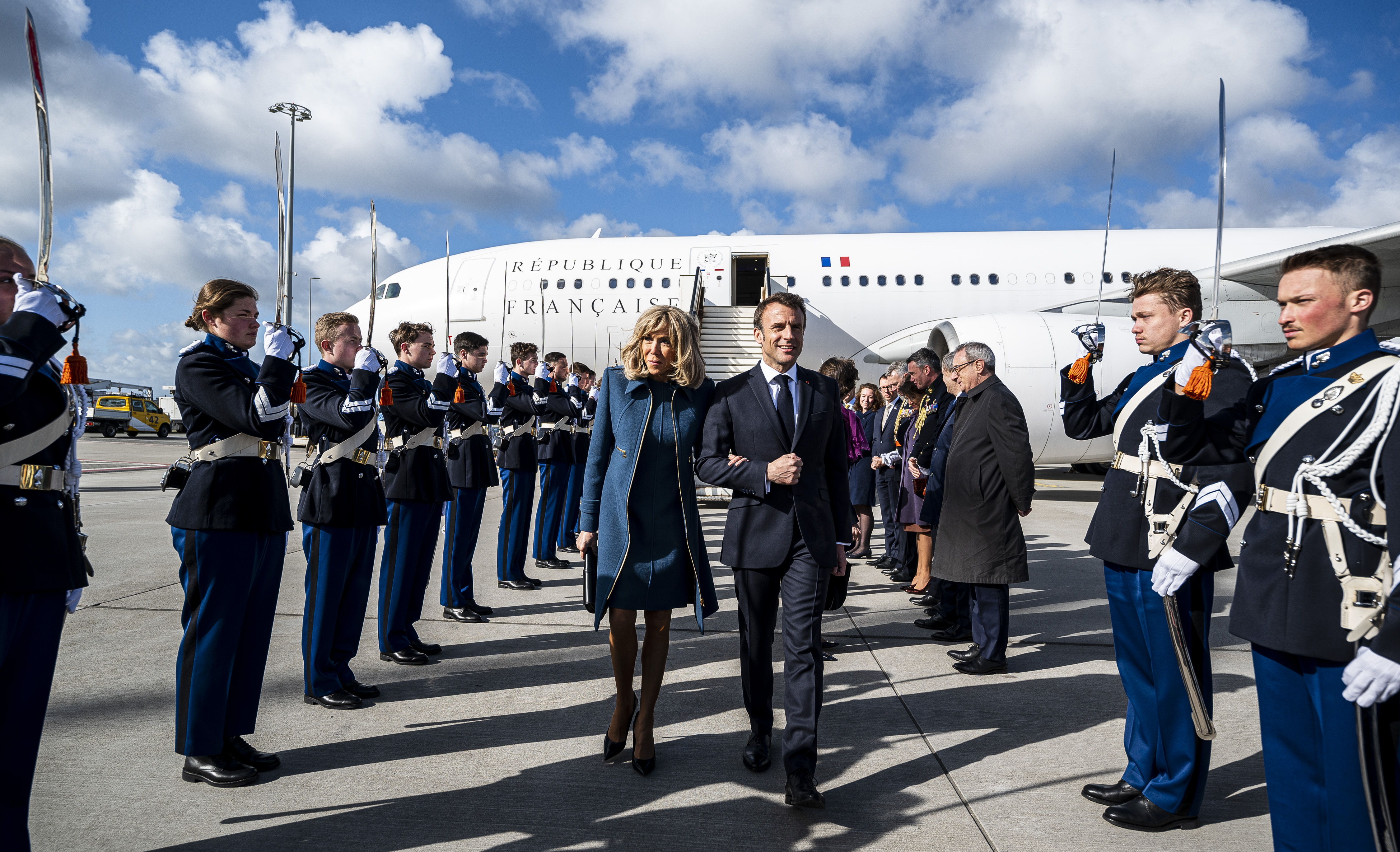
Macron en zijn echtgenote Brigitte komen aan op Schiphol voor een staatsbezoek aan Nederland (april 2023)

### Tweede ambtstermijn (sinds 2022)

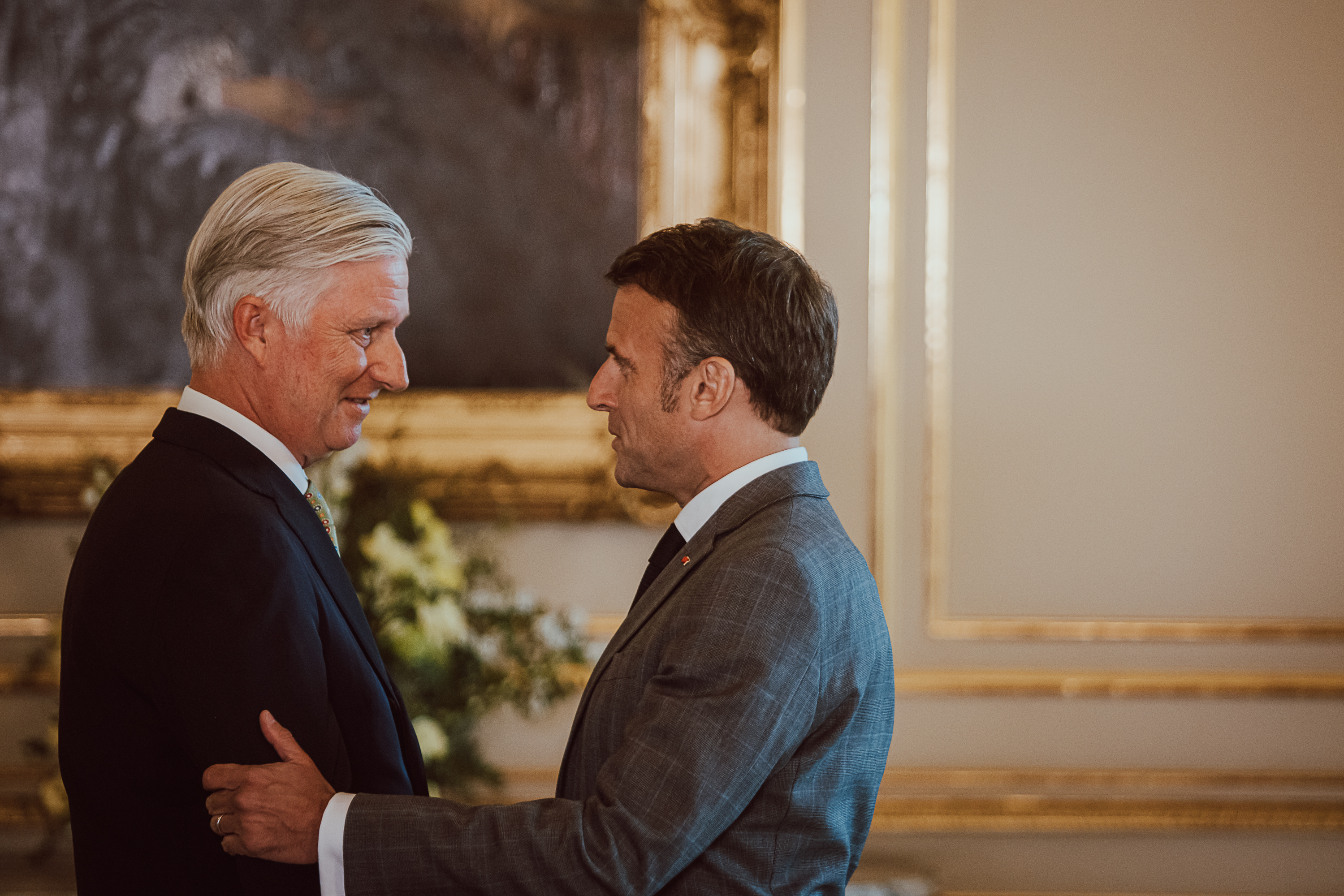
Emmanuel Macron met de Belgische koning Filip van België tijdens een buitengewone Europese Raad in het Koninklijk Paleis van Brussel, 17 april 2024.

De partij van Macron, En Marche, wijzigde haar naam in september 2022 naar Renaissance.
Begin 2023 werd Macron geconfronteerd met heftige rellen tegen de geplande pensioenhervorming, die de pensioenleeftijd verhoogde van 62 naar 64 jaar. Door dit plan daalde de populariteit van de president naar een dieptepunt. Het plan werd bij gebrek aan parlementaire meerderheid door de regering doorgedrukt krachtens het omstreden artikel 49.3 uit de grondwet. De acht belangrijkste vakbonden steunden het verzet.
Op 11 en 12 april 2023 bracht Macron een staatsbezoek aan Nederland, waarbij hij ontvangen werd door koning Willem-Alexander en premier Mark Rutte.
In juni 2023 gingen verschillende Franse steden gebukt onder massale plunderingen, vernielingen en brandstichtingen nadat een 17-jarige jongen door een politieagent was doodgeschoten bij een verkeerscontrole. Macron noemde zowel de dood van de jongen als het geweld onaanvaardbaar.
Bij de Europese parlementsverkiezingen van juni 2024 werd radicaal-rechts de grote winnaar. Daarop ontbond Macron op de avond van de verkiezingsuitslag het Franse parlement en schreef nieuwe verkiezingen uit. Dit was een gewaagd besluit, omdat Macrons partij Renaissance al geen absolute meerderheid meer in het parlement had en meer zetels zou kunnen verliezen. Het verlies kwam er ook daadwerkelijk. Ensemble, de centrumrechtse coalitie rond Macron, behaalde in de tweede ronde 159 zetels, terwijl de linkse coalitie Nouveau Front populaire met 180 zetels verrassend de grootste werd. Gabriel Attal, die Élisabeth Borne eerder dat jaar was opgevolgd als premier, diende daarop zijn ontslag in, waarna Macron tot woede van de linkse partijen Michel Barnier tot premier benoemde. Amper drie maanden na diens aantreden kwam de regering-Barnier al ten val door een motie van wantrouwen vanuit het parlement. Daarmee was de chaos in de Franse politiek compleet. In december 2024 werd François Bayrou door Macron naar voren geschoven als de vierde premier in één jaar tijd.
In december 2024 ontving Macron wereldleiders, onder wie de Amerikaanse president-elect Donald Trump en de Oekraïense president Zelensky, ter gelegenheid van de heropening van de kathedraal Notre-Dame van Parijs die in 2019 deels door brand verwoest was. Macron had destijds wederopbouw van de kathedraal binnen vijf jaar beloofd en hij zag in het resultaat een bewijs van de broederschap en het vernuft van de Fransen.

## Politieke stijl
Macrons opvattingen worden vaak "sociaal-liberaal" genoemd. Hij noemt zichzelf een liberaal, zowel op politiek als economisch vlak, maar neemt afstand van het "ultraliberalisme". Hij is voor een vrijemarkteconomie, maar met behoud van de sociale solidariteit. Hij wil het overheidstekort fors terugdringen, onder meer door het aantal ambtenaren geleidelijk te verminderen.
Macron is uitgesproken pro-EU, maar heeft voorstellen voor hervorming van de Unie.

## Publicaties
- Révolution, uitg. XO, 2016. Het boek werd in twaalf talen vertaald, onder meer in het Chinees. ISBN 9782266281867
  - (nl) Revolutie, Xander Uitgeverij, 2017 ISBN 9789401607773
- Macron par Macron, éditions de l'Aube, 2017 ISBN 978-2-8159-2484-9
- Alain CHARDONNENS, Emmanuel Macron, discours de la campagne présidentielle, Parijs, L'Harmattan, 2017 ISBN 9782343118802

Emmanuel Macron publiceerde ook onder het pseudoniem Eric Suleiman.

## Document
- La loi Macron, loi pour la croissance, l'activité et l'égalité des chances économiques, Parijs, La bibliothèque juridique, 2015.

## Persoonlijk leven
Macron trouwde in 2007 in Le Touquet met Brigitte Trogneux, een lerares Latijn en Frans. Hij kende haar sinds zijn vijftiende, maar een liefdesrelatie startte pas later. Het laatste jaar van zijn middelbareschooltijd deed hij in Parijs, omdat zijn ouders hem van Trogneux wilden scheiden. Na Macrons diplomering kwamen ze weer bij elkaar. Trogneux was getrouwd met de bankier André Auzière met wie ze drie kinderen heeft. In 2006 scheidde ze officieel van hem. Onder de aanwezigen bij het huwelijk met Macron bevonden zich Henri Hermand en Michel Rocard. In 2016 gaf ze haar baan op om aan de verkiezingscampagne van haar man mee te werken.
In de Who is Who in France liet Macron optekenen dat zijn ontspanning bestond uit onder meer piano spelen. Hij heeft vanaf zeer jonge leeftijd, gedurende tien jaar, pianolessen gevolgd. Verder gaf hij nog als interesses op: literatuur en klassieke muziek. Hij was bestuurder van het Théatre de la Ville in Parijs.
Aan hem werd de Karelsprijs 2018 toegekend, voor zijn 'beslissende strijd tegen elke vorm van nationalisme en isolationisme om de Europese crisis te overwinnen'.
Als beoefende sporten vermeldde hij: tennis, boksen, skiën en voetbal.